# New-York-City-Marathon 1977
Der New-York-City-Marathon 1977 war die 8. Ausgabe der jährlich stattfindenden Laufveranstaltung in New York City, Vereinigte Staaten. Der Marathon fand am 23. Oktober 1977 statt.
Bei den Männern gewann Bill Rodgers in 2:11:20 h und bei den Frauen Miki Gorman in 2:43:10 h.

## Ergebnisse

### Männer
| Platz | Athlet          | Land                   | Zeit (h) |
| ----- | --------------- | ---------------------- | -------- |
| 01    | Bill Rodgers    | Vereinigte Staaten     | 2:11:20  |
| 02    | Jerome Drayton  | Kanada                 | 2:13:52  |
| 03    | Chris Stewart   | Vereinigtes Königreich | 2:13:52  |
| 04    | Esa Tikkanen    | Finnland               | 2:14:32  |
| 05    | Garry Bjorklund | Vereinigte Staaten     | 2:15:16  |
| 06    | Randy Thomas    | Vereinigte Staaten     | 2:15:51  |
| 07    | Fernand Kolbeck | Frankreich             | 2:16:25  |
| 08    | Kenny Moore     | Vereinigte Staaten     | 2:16:28  |
| 09    | Kazimierz Orzel | Polen                  | 2:16:48  |
| 10    | Don Kardong     | Vereinigte Staaten     | 2:17:04  |

### Frauen
| Platz | Athletin               | Land                   | Zeit (h) |
| ----- | ---------------------- | ---------------------- | -------- |
| 01    | Miki Gorman            | Vereinigte Staaten     | 2:43:10  |
| 02    | Kim Merritt            | Vereinigte Staaten     | 2:46:03  |
| 03    | Gayle Barron           | Vereinigte Staaten     | 2:52:19  |
| 04    | Lauri Pedrinan         | Vereinigte Staaten     | 2:52:32  |
| 05    | Lisa Matovcik          | Vereinigte Staaten     | 2:55:03  |
| 06    | Wilma Rudolf           | Vereinigte Staaten     | 2:56:08  |
| 07    | Jane Killion           | Vereinigte Staaten     | 2:56:22  |
| 08    | Carolyn Ann Billington | Vereinigtes Königreich | 2:58:43  |
| 09    | Nicki Hobson           | Vereinigte Staaten     | 3:00:12  |
| 10    | Gale Jones             | Vereinigte Staaten     | 3:02:46  |